# 陳丕燊
陳丕燊（1950年7月5日—），台灣理論粒子物理學與宇宙學家，現任教於國立臺灣大學物理學系任梁次震宇宙學講座教授一職，並擔任梁次震宇宙學與粒子天文物理學研究中心主任。他於2017年與2018年諾貝爾物理獎得主热拉尔·穆鲁（Gérard Mourou）教授共同提出加速電漿飛翔鏡做為類比黑洞（Analog Black Hole Evaporation via Lasers，簡稱 AnaBHEL，音同安娜貝爾），來研究霍京蒸發（Hawking evaporation）及信息遺失悖論（information loss paradox）的概念，並因此項貢獻而於2018年榮獲國際著名的法國巴斯卡講座（Blaise Pascal Chair）。

## 學術經歷
陳丕燊獲得國立臺灣大學物理學系學士以後，於1983年在櫻井純的指導下獲得加州大学洛杉矶分校理論粒子物理學博士，之後曾在SLAC國家加速器實驗室任職，2007年返回台灣後在國立臺灣大學物理學系任教至今，並擔任梁次震宇宙學與粒子天文物理學研究中心主任。

## 研究領域
宇宙學理論、粒子天文物理學理論及觀測、極高能宇宙微中子探測、電槳物理及粒子束物理。
陳丕燊以國際合作方式參與在南極進行宇宙微中子研究的天壇陣列和南極脈衝瞬態天線計畫，是首位在南極洲進行相關實驗的台灣人。 

## 個人生活
陳丕燊喜愛繪畫，就讀國立臺灣師範大學附屬高級中學時曾與同學奚淞、李賢文、李乾朗、李雙澤等人一起外出寫生，並曾開過畫展。就讀國立臺灣大學期間與廣達電腦其中一位共同創辦人梁次震一起自製台灣第一部口徑8英吋的望遠鏡，並成立國立臺灣大學天文社。

## 外部連結
- 國立臺灣大學物理學系陳丕燊網頁 （页面存档备份，存于）